# Point d'inflammation
Le point d'inflammation ou point d'ignition est la température la plus basse à laquelle un liquide émet suffisamment de vapeurs pour former avec l'air ambiant un mélange inflammable dont la combustion une fois débutée puisse s'entretenir d’elle-même après retrait de la source d'allumage. Il est supérieur au point d'éclair (ou point d'inflammabilité) de quelques degrés et inférieur au point d'auto-inflammation. 